# Gardes-le-Pontaroux

Gardes-le-Pontaroux este o comună în departamentul Charente, Franța. În 1 ianuarie 2022 avea o populație de 256 de locuitori.